# Lídia Jorge
Lídia Guerreiro Jorge (Boliqueime, 18 de junio de 1946) es una escritora portuguesa que ha sido galardonada con, entre otros,  el Premio Luso-Español de Arte y Cultura (2014), el Premio Jean Monnet de Literatura Europea (2000) el Gran Premio de la Asociación Portuguesa de Escritores (2002 y 2022), el Premio Internacional Albatros de Literatura, otorgado por la Fundación Günter Grass (2006), el Gran Premio de Literatura otorgado por DST  (2019), el Gran Premio FIL de Literatura en Lenguas Romances (2020) o el Prémio Médicis extranjero (2023).

## Biografía
Lídia Jorge nació en el Algarve, en Boliqueime, municipio de Loulé, en una familia dedicada a la agricultura.
Se licenció en Filología Románica por la Universidad de Lisboa. En 1968 y hasta 1974 impartió clases de Enseñanza secundaria en Angola (1968-1970) y Mozambique (1970-1974), durante el último período de la Guerra colonial portuguesa. Esta experiencia fue crucial para el desarrollo de su obra.
Posteriormente regresó a Portugal donde continuó su carrera docente. Impartió clases en la escuela secundaria Rainha Dona Leonor durante varios años (1985) y en la Facultad de Artes perteneciente a la Universidad de Lisboa. Formó parte de la Alta Autoridad de Comunicación Social y fue miembro del Consejo General de la Universidad de Algarve a través del cual recibió la distinción de Doctora Honoris Causa. Entre otras muchas cosas, Lídia Jorge colabora con varios periódicos y revistas (como por ejemplo con Jornal de Letras o Público) del mismo modo que en varias ocasiones ha formado parte del jurado en premios de diversa índole.
Se divorció de su anterior cónyuge en 1977, un militar que participó en la Guerra de ultramar. Actualmente forma pareja con el periodista Carlos Albino. Lídia Jorge reside entre Lisboa y Boliqueime (Algarve).

## Publicaciones y premios
Lídia Jorge inició su carrera literaria con la publicación de su primera novela O Dia dos Prodígios (1980) la cual constituyó una de las mayores contribuciones a la literatura moderna portuguesa en un periodo donde se inauguraba esta nueva etapa tras la terminación del Estado Novo (1974). Además de su éxito a nivel nacional, la obra fue integrada por varias universidades francesas en la cátedra de portugués.
Tras esta obra realizó dos nuevas publicaciones en formato novela: O Cais das Merendas (1982) y Notícia da Cidade Silvestre (1984) (Noticia de la ciudad silvestre, 1990). Ambas fueron distinguidas con el Premio Literario Municipio de Lisboa. La primera de ellas, en 1983, ex aequo con el Memorial del Convento de José Saramago. 
La propia autora consideró Notícias da Cidade Silvestre como una especie de confesión sobre la vida de dos personas, y en definitiva, una mujer que confiesa. En una entrevista a la escritora, esta describió la obra del siguiente modo: 
A diferencia de las dos obras anteriores, Notícias da Cidade Silvestre es un libro despojado de la retórica que otros tenían, sin esta gran metáfora, con un rumbo diferente (...) es la sociedad portuguesa de los últimos diez años, descrita en de manera íntima -lo cual no significa que se pierda la noción de amplitud social. Entrevista concedida a Jornal de Letras, Artes e Ideias (entre el 11 y el 17 de septiembre de 1984)
Pero fue con la publicación de A Costa dos Murmúrios, (1988) (La costa de los murmullos, 1990) libro que refleja la experiencia colonial pasada en África, cuando la autora destacó en el panorama de las letras portuguesas. Esta obra tiene la peculiaridad de que trascendió en otros formatos pues fue adaptada al cine por Margarida Cardoso. Véase A Costa dos Murmúrios (2004).
Tras las novelas A Última Dona (1992) y O Jardim sem Limites (1995; El jardín sin límites, 2001), siguió O Vale da Paixão (1998; El fugitivo que dibujaba pájaros, 2001) galardonado con el Premio D. Dinis de la Fundação da Casa de Mateus, el Premio Bordalo de Literatura de la Casa da Imprensa, el Premio Máxima de Literatura, el Premio P.E.N. Club Portugués y el Premio Jean Monnet de Literatura Europea (Escritor Europeo del Año) (2000).
Cuatro años después, publicó O Vento Assobiando nas Gruas (2002), novela que mereció el Grande Prémio de la Associação Portuguesa de Escritores y el Premio Correntes d'Escritas.
Combateremos a Sombra (2007) fue publicada en Portugal y presentada en la Casa Fernando Pessoa (Lisboa). La obra recibió el Premio Literario Charles Brisset (2009) a través de la Asociación Francesa de Psiquiatría.
Bajo el sello de la Editorial Sextante publicó Contrato Sentimental (2009) un libro de ensayos que ofrece al lector una reflexión crítica sobre el futuro de Portugal. Le siguió la novela A Noite das Mulheres Cantoras (2011), Os Memoráveis (2014) y Estuário (2018). Esta última obra, distinguida con el Gran Premio de Literatura DST, profundiza en la situación cotidiana de una familia portuguesa la cual a su vez sirve como representación sobre las contiendas que sacuden cruelmente nuestro tiempo.
En 2020 publicó Em todos sentidos, una recopilación de crónicas que provienen de la intervención realizada por la autora en Radio Pública, Antena 2. En las 41 crónicas que componen el libro se afronta la furia del mundo contemporáneo desde una mírada crítica: "Como no podemos vencer al Tiempo, escribimos textos que nos desafían a mirarnos de frente; es a lo que llamamos crónicas".
En 2022, la escritora publicó Misericórdia, una reflexión sobre la humanidad y un homenaje a su madre, Maria dos Remédios, fallecida durante la pandemia de la Covid-19. Con este libro, Lídia Jorge ganó varios premios, como el Gran Premio de Romance y Novela APE otorgado por la Asociación Portuguesa de Escritores, el premio Eduardo Lourenço del Centro de Estudos Ibericos o el Prémio Médicis extranjero (2023).

## Cuento, teatro y poesía
Lídia Jorge publicó también varias antologías de cuentos, Marido e Outros Contos (1997), O Belo Adormecido (2003) y Praça de Londres (2008), además de las publicaciones independientes A Instrumentalina (1992) y O Conto do Nadador (1992). Además posee tres publicaciones de Literatura infantil O Grande Voo do Pardal (ilustrado por Inês de Oliveira, 2007), Romance do Grande Gatão (ilustrado por Danuta Wojciechowska, 2010) y O conto da Isabelinha (ilustrado por Dave Sutton, 2018) 
Su obra de teatro A Maçon fue representada en el Teatro Nacional Dona Maria II (1997). Contó con la puesta en escena de Carlos Avilez. 
En cuanto a poesía, Lídia Jorge no publicó nada hasta 2019 si bien siempre fue una amante del género desde muy joven. O Livro das Tréguas (2019) es la única publicación poética atribuida a la autora.

## Adaptaciones teatrales, cinematográficas y televisivas
Algunas obras de Lídia Jorge han sido llevadas al teatro, al cine o a la televisión:  
En teatro, Cucha Carvalheiro realizó una adaptación teatral de O Dia dos Prodígios en el Teatro da Trindade de Lisboa. Recientemente, Instruções para Voar fue llevada a escena por la ACTA en el Teatro Lethes y en el Teatro da Trindade con la actuación de Juni Dahr y la escenografía de Jean-Guy Lecat.  
La novela A Costa dos Murmúrios [La costa de los murmullos] fue adaptada al cine en 2004 por la directora Margarida Cardoso. 
En 2021, la RTP y el realizador Miguel Simai adaptaron a la televisión al cuento Miss Beijo. La novela O Vento Assobiando nas Gruas fue adaptada al cine por Jeanne Waltz. 

## Recepción crítica y académica
Lídia Jorge es una de las voces más reconocidas en el panorama de la literatura portuguesa contemporánea. Ha sido muy bien recibida por el público y la crítica, como demuestran las repetidas ediciones de sus obras; las traducciones a otros idiomas; las tesis y ensayos académicos que se presentan sobre sus textos en varios países, como Lídia Jorge et le sol du monde – une écriture de l'éthique au féminin, Edição L'Harmattan, publicado en 2015 por la estudiosa María Graciete Besse; los premios nacionales e internacionales que han distinguido su trabajo; y también los volúmenes monográficos que se centran en su creación literaria, por ejemplo, el dossier temático de la prestigiosa revista norteamericana Portuguese Literary & Cultural Studies (2, 1999); o el volumen colectivo For an Ignored Reader (Ensayos sobre la ficción de Lídia Jorge), Ana Paula Ferreira (org), Texto Editora, 2009. En 2020, la Revista COLÓQUIO LETRAS le dedicó el número 205 de la revista, así como, un año después, en 2021, la Revista TURIA, que le dedicó el dossier principal del número 136.  

## Traducciones
Las novelas de Lídia Jorge han sido traducidas a varios idiomas. La agencia literaria que la representa, Literarische Agentur Dr. Ray-Güde Mertin (proveniente de la profesora de literatura y agente literaria del mismo nombre), tiene su sede en Frankfurt y en la actualildad está dirigida por Nicole Witt. Sus obras, además de las ediciones en Brasil, están traducidas a más de veinte idiomas, a saber: inglés, francés, alemán, holandés, español, sueco, hebreo, italiano y griego.
Las traducción de su obra al castellano es parcial, si bien podemos encontrar varios de sus trabajos traducidos, a saber:

#### Editorial Alfaguara
- La costa de los murmullos (1992), trad. Eduardo Naval Herrero; orig. A Costa dos Murmúrios (1988)
- Noticia de la ciudad silvestre (1992), trad. Eduardo Naval Herrero; orig. Notícia da Cidade Silvestre (1984)
- El jardín sin límites (2001), trad. Eduardo Naval Herrero; orig. O Jardim sem Límites (1995)

#### Editorial Seix Barral
- El fugitivo que dibujaba pájaros (2001), trad. Eduardo Naval Herrero; orig.O Vale da Paixão (1998)

#### Editorial Libros de la Umbría y la Solana
- Los tiempos del esplendor. Relatos (2017), trad. Martín López-Vega; orig. O amor en Lobito Bay (2016)
- Estuario (2019), trad. María Jesús Fernández; orig. Estuário (2018)
- La costa de los murmullos (2021), trad. Felipe Cammaert; orig. A Costa dos Murmúrios (1988)
- Misericordia. (2024).  Traducción de María Jesús Fernández.

## Condecoraciones, homenajes y títulos
Además de los numerosos premios literarios y distinciones por parte de la crítica, Lídia Jorge ha obtenido numerosas condecoraciones y homenajes.  
- El 9 de marzo de 2005, en Portugal, el presidente de la República de Portugal, Jorge Sampaio, condecoró a Lídia Jorge con la Gran Cruz de la Orden del Infante D. Henrique.

- El 13 de abril de 2005 el presidente de la República Francesa, Jacques Chirac, la condecoró como Dama de La Orden de las Artes y las Letras de Francia. Posteriormente, también en 2005, fue elevada al rango de Oficial de La Orden de las Artes y las Letras de Francia.

- El 15 de diciembre de 2010, la Universidad del Algarve otorgó el doctorado honoris causa a la escritora. El solemne acto tuvo lugar en el Gran Auditorio del Campus de Gambelas.

- En mayo de 2013, la Asociación de Escritores en Lingua Gallega (AELG) le otorgó el título de Escritora Universal Gallega.

- En 2016 recibió la medalla de honor del municipio de Loulé (Medalha de honra do municipio de Loulé), máximo galardón municipal, de manos del presidente de la República de Portugal, Marcelo Rebelo de Sousa.

- En 2021 fue designada miembro del Consejo de Estado por el presidente Marcelo Rebelo de Sousa para el periodo 2021-2026.
- En 2022 Recibió en España uno de los Premios El Club de las 25 que anualmente otorga la asociación feminista El Club de las 25, año coincidente con el 25 aniversario de su existencia ,[9] la Universidade de Aveiro otorgó el doctorado honoris causa a la escritora.
- En 18 de diciembre de 2024 la Universidad de Aveiro otorgó el doctorado honoris causa a la escritora, describiendo a la autora del Algarve como "probablemente la más internacional de las escritoras portuguesas contemporáneas, cuyos libros viajan por el mundo, traducidos a los más diversos idiomas”.
- El 18 de marzo de 2025 el presidente de la Republica Francesa, Emmanuel Macron, la condecoró como Commandeur des Arts et des Lettres

## Obras

### Novelas
- O Dia dos Prodígios (1980)
- O Cais das Merendas (1982)
- Notícia da Cidade Silvestre (1984)
- A Costa dos Murmúrios (1988)
- A Última Dona (1992)
- O Jardim sem Límites (1995)
- O Vale da Paixão (1998)
- O Vento Assobiando nas Gruas (2002)
- Combateremos a Sombra (2007)
- A Noite das Mulheres Cantoras (2011)
- Os Memoráveis (2014)
- Estuário (2018)
- Misericórdia (2022)

### Cuentos
- A Instrumentalina (1992)
- O Conto do Nadador (1992)
- Marido e Outros Contos (1997)
- O Belo Adormecido (2004)
- O Organista (2014)
- O Amor em Lobito Bay (2016)

### Literatura infantil
- O Grande Voo do Pardal (2007)
- Romance do Grande Gatão (2010)
- O conto da Isabelinha - Lilibeth's Tale (2018)

### Ensayo
- Contrato Sentimental (2009)

### Teatro
- A Maçon (1997)
- Instruções para voar (2016)

### Poesía
- O Livro das Tréguas (2019)

### Crónica
- Em todos os sentidos (2020)

## Premios Literarios
- Premio Ricardo Malheiro, Academia de las Ciencias de Lisboa (1981)
- Premio Literario Municipio de Lisboa (1982 y 1984)
- Premio D. Dinis, Fundación Casa de Mateus (1998)
- Premio Bordalo de Literatura da Casa da Imprensa (1998)
- Premio Máxima de Literatura (1998)
- Premio P.E.N Club Portugués (1999)
- Premio Jean Monnet de Literatura Europea, Escritora Europea del Año (2000)
- Gran Premio de Romance y Novela APE/IPLB otorgado por la Asociación Portuguesa de Escritores (2002)
- Premio Literario Casino da Póvoa (2004)
- Premio Internacional Albatros de Literatura, otorgado por la Fundación Günter Grass (2006)
- Gran Premio de la Sociedad Portuguesa de Autores, Millenium BCP (2007)
- Premio Literario Giuseppe Acerbi, Scrittura Femmenile (2007)
- Premio Literario Charles Brisset, otorgado por la Asociación Francesa de psiquiatría (2008)
- Premio de la Latinidad, João Neves da Fontoura, Unión Latina (2011)
- Premio Luso-Español de Arte y Cultura otorgado por los ministerios de Cultura portugués y español (2014)
- Premio Vergílio Ferreira otorgado por la Universidad de Évora (2015)
- Premio Urbano Tavares Rodrigues otorgado por la Federación Nacional de Pofesores de Portugal (2015)
- Gran Premio de Literatura DST otorgado por la Asociación Inmobilaria Teixeira & Filhos (Actualmente Domingos da Silva Teixeira) a Estuário (2019)
- Premio FIL de Literatura en Lenguas Romances otorgado en la Feria Internacional del Libro de Guadalajara (2020)
- Premio Rosalía de Castro del Centro PEN Galiza (2020).
- Gran Premio de Crónica y Dispersos Literarios por la APE (Asociación Portuguesa de Escritores) y la Cámara Municipal de Loulé (2021) por su obra Em Todos os Sentidos (2020).
- Premio Vida Literária Vítor Aguiar e Silva (2022/2023)
- Gran Premio de Romance y Novela APE otorgado por la Asociación Portuguesa de Escritores (2022), Misericordia
- Premio Eduardo Lourenço 2023 (Centro de Estudos Ibéricos), Misericordia
- Premio Novela y Romance Urbano Tavares Rodrigues 2023 (FENPROF), Misericordia
- Premio PEN Clube Português (2023), Misericordia
- Premio Fernando Namora (2023), Misericordia
- Prémio Médicis extranjero (2023), Misericordia
- Premio Fernando Namora (2024), Misericordia